# 奉化博物馆
29°40′27.9″N 121°24′39.4″E / 29.674417°N 121.410944°E
奉化博物馆是中国浙江省宁波市奉化区的一座博物馆。博物馆位于大成路北侧的奉化城市文化中心内，为原奉化热电厂建筑改建而成，2020年6月12日开馆。博物馆总建筑面积10800平方米，其中展厅总面积6000平方米，蒋氏父子展厅为中国内地所独有。至2019年，博物馆馆藏文物5万余件，古籍4万余册。博物馆为国家4A级旅游景区，常设展览“山海交响——奉化历史文明展”获2021年度全国博物馆十大陈列展览精品奖。

## 展陈
奉化博物馆共四层，设有三个常设展览。二层为“山海交响——奉化历史文明展”，三层为“吾爱吾乡——蒋氏父子与奉化展”，四层为“志载千秋——奉化方志古籍馆”，一层设置临展厅。所有文物中，东汉熹平四年青釉绳索纹瓷罐和民国木雕船鼓为国家一级文物。

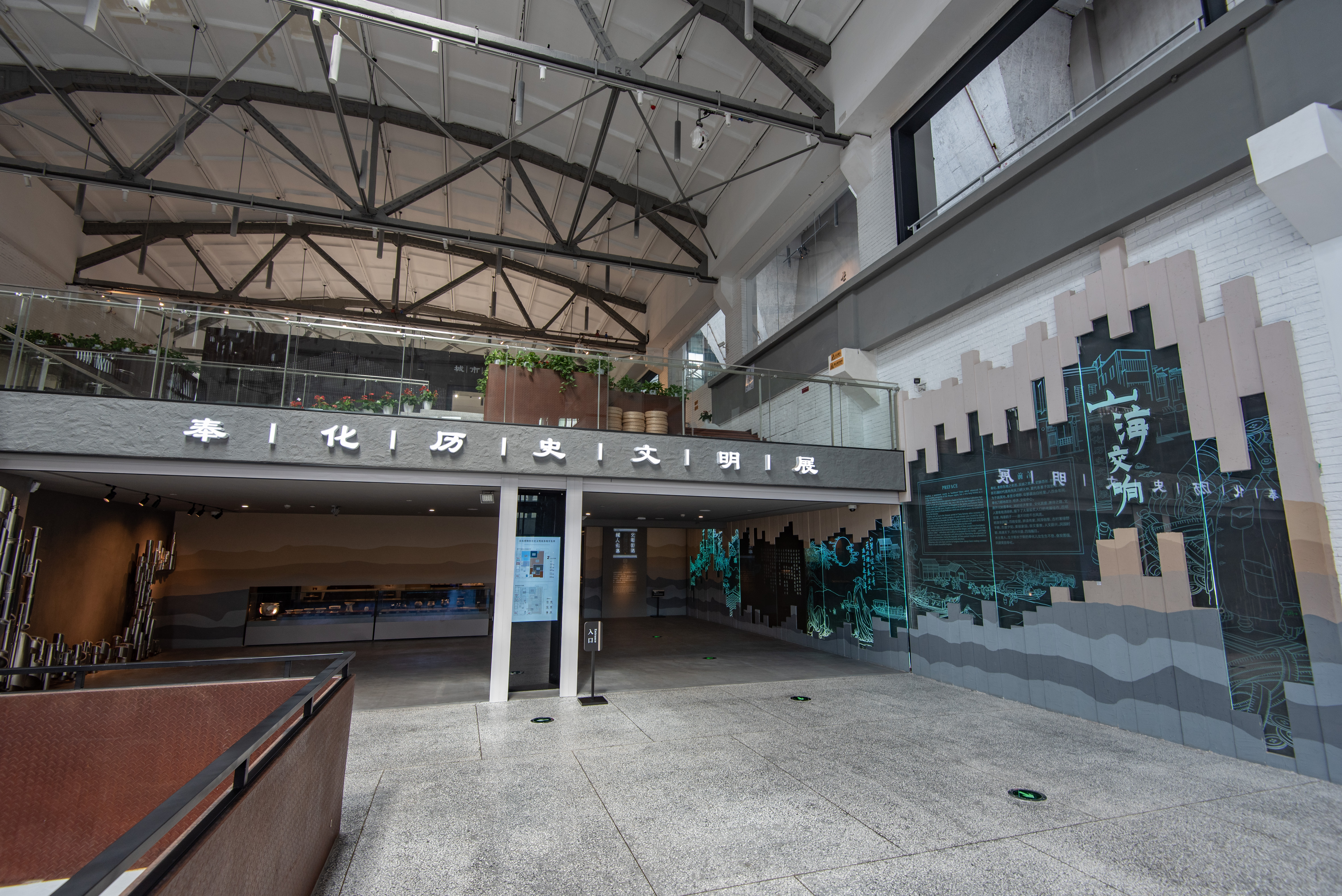
山海交响——奉化历史文明展
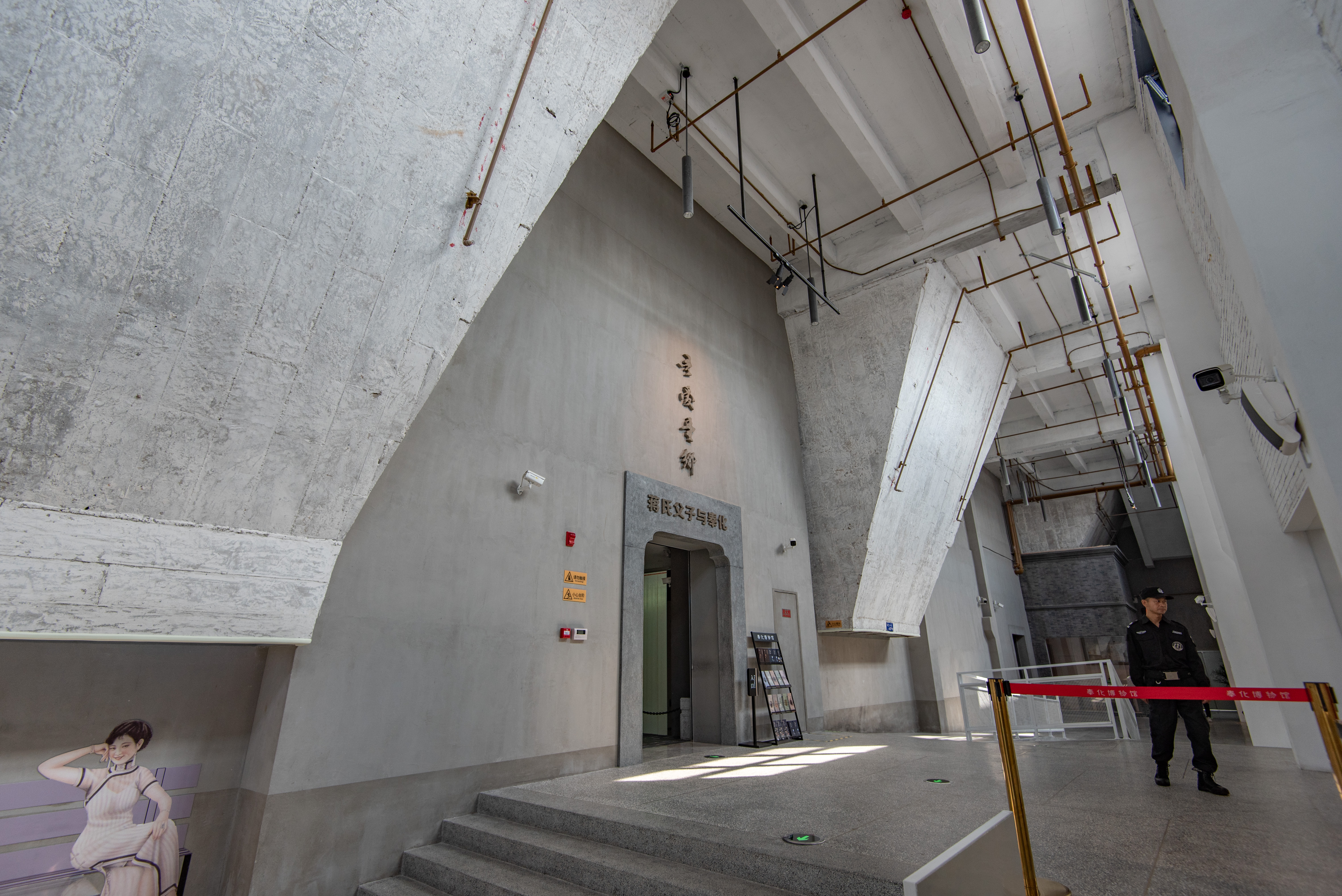
吾爱吾乡——蒋氏父子与奉化展
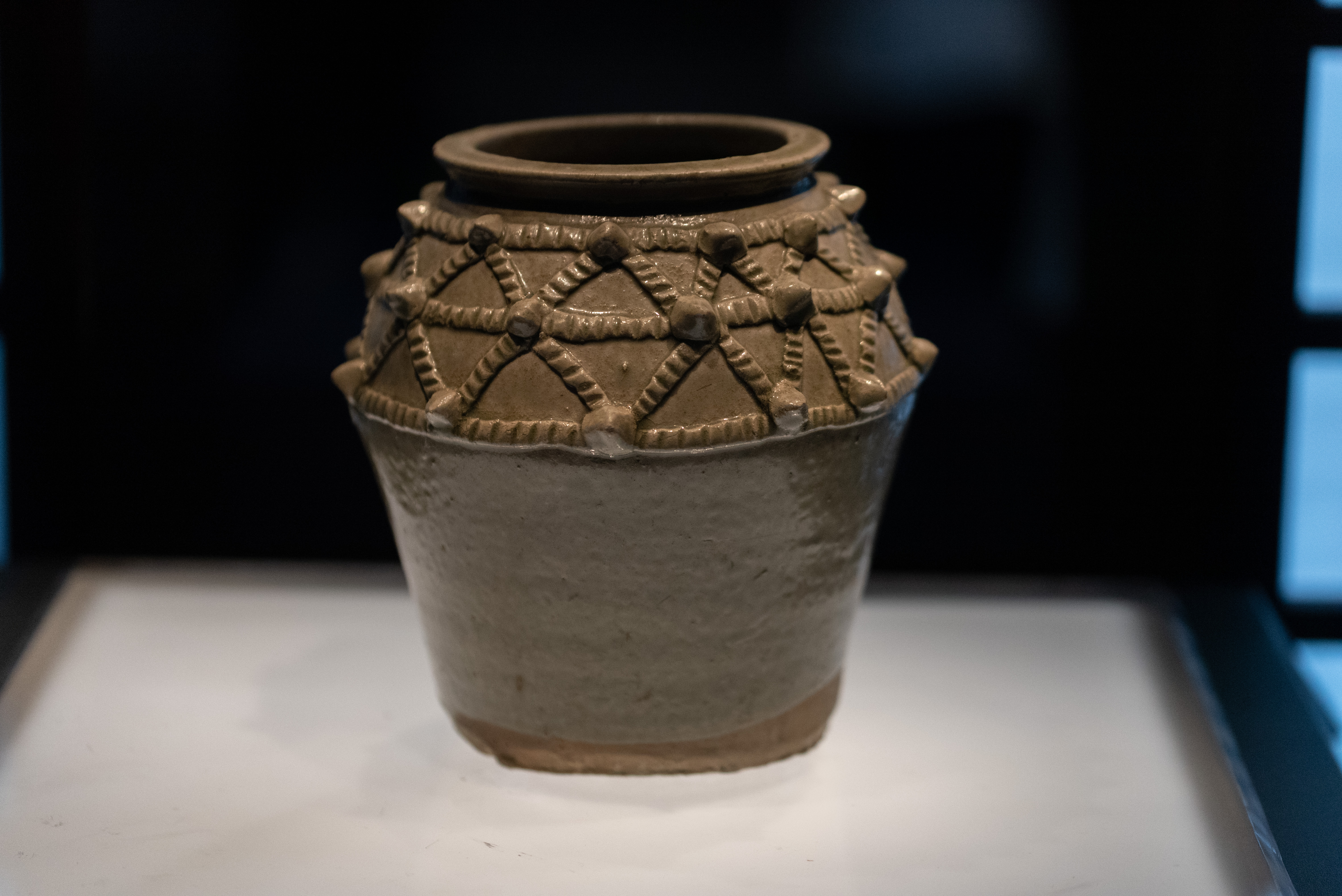
东汉熹平四年青釉绳索纹瓷罐
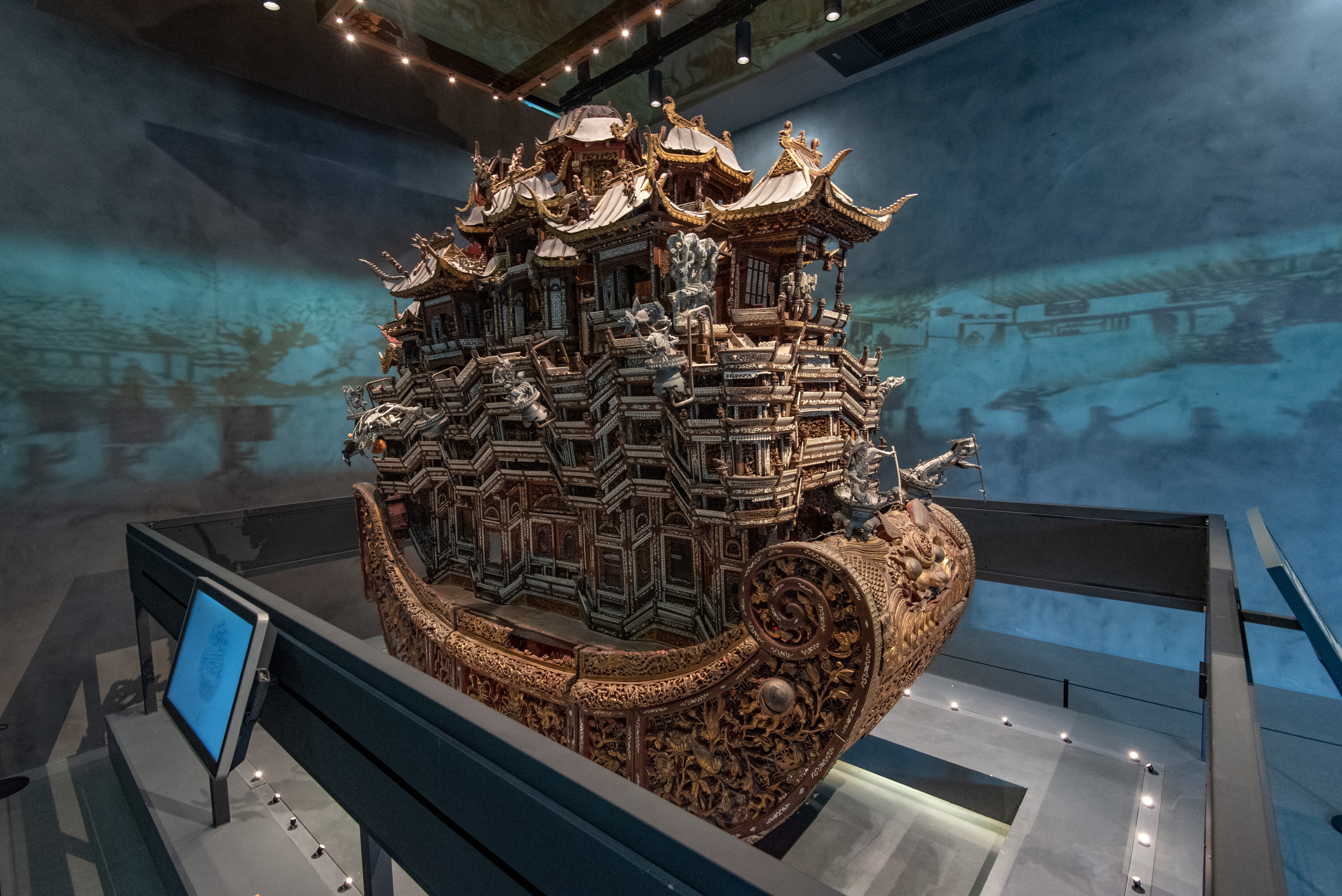
民国木雕船鼓